# Faustgruß

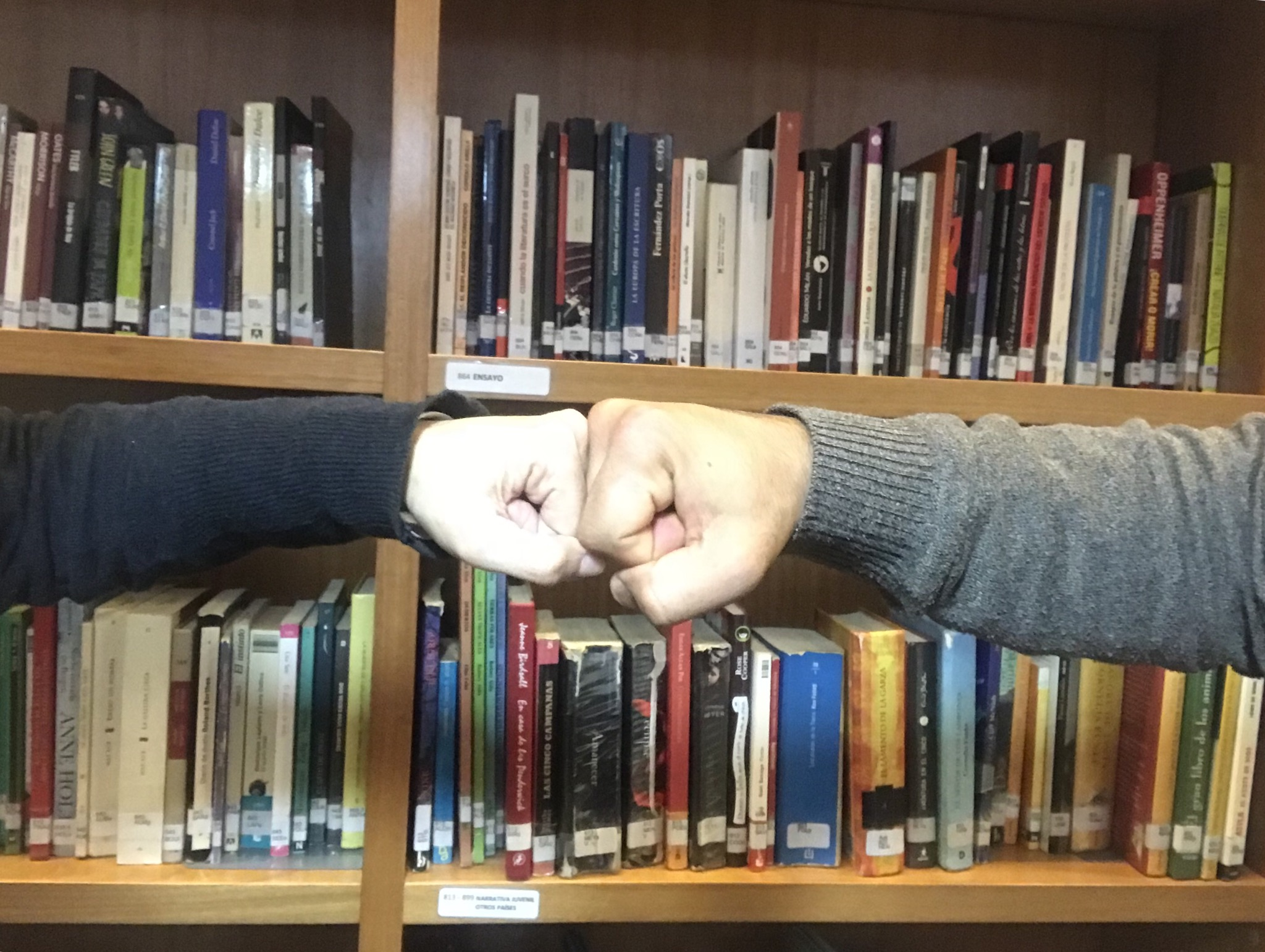
„Ghettofaust“

Der Faustgruß oder Faustcheck (auch Fistbump oder englisch fist bump, bro fist oder pound oder umgangssprachlich auch Ghettofaust genannt) ist eine informelle Form der Begrüßung. Die Ursprünge des Faustgrußes sind unklar, obwohl die meisten Kommunikationsexperten darin übereinstimmen, dass es eine – wenn auch verschwommene – grundlegende evolutionäre zeitliche Entwicklung der Geste gibt: das Händeschütteln (das selber in älteste Zeiten zurückreicht), brachte den „Zeig mir fünf (Finger)“ Hand-auf-Hand-Schlag hervor, bei dem die waagerecht gehaltenen offenen Handflächen leicht aufeinander geschlagen werden, der sich später zu dem nun universellen „Finger nach oben“-Begrüßungsschlag entwickelte, bei dem sich die senkrecht gehaltenen offenen Handflächen berühren. Alle drei Begrüßungsformen signalisieren dem Gegenüber Friedfertigkeit, eine archaische Geste ohne Bedrohung durch eine Waffe. Der Faustgruß wiederum darf als Folge des „Finger-nach-oben“-Begrüßungsschlags und als eine kumpelhafte Begrüßungsgeste Gleichgesinnter, als im „Ghetto“ entstanden, gesehen werden. Der ehemalige US-Präsident Barack Obama ist für die Praxis dieser lässigen Begrüßung bekannt, die oft auch in Filmen oder beim Sport zu sehen ist. Der Fist Bump ist Studien zufolge hygienischer als das Händeschütteln oder Einklatschen bzw. abklatschen ("gib mir die 5"). Der Faustgruß findet seit Beginn der Corona-Pandemie 2020 verstärkte Beliebtheit, da er deutlich weniger Viren überträgt als Händeschütteln.